# Osmia hermona
Osmia hermona är en biart som beskrevs av Warncke 1992. Osmia hermona ingår i släktet murarbin, och familjen buksamlarbin. Inga underarter finns listade i Catalogue of Life.